# Żajna Szekierbiekowa
Żajna Kurmangalijewna Szekierbiekowa (ros. Жайна Курмангалиевна Шекербекова; ur. 17 grudnia 1989 r. w Szymkencie) – kazachska bokserka, srebrna i brązowa medalistka mistrzostw świata, srebrna medalistka igrzysk azjatyckich, złota medalistka mistrzostw Azji. Występowała w kategoriach od 51 do 54 kg.

## Kariera
Przygodę z boksem zaczęła w 2007 roku.
W 2010 roku zdobyła złoty medal mistrzostw Azji w Astanie w kategorii do 54 kg. W finale przegrała z Kim Hye-song z Korei Północnej. Tego samego roku uczestniczyła również na igrzyskach azjatyckich w Kantonie. Odpadła w pierwszej rundzie z Annią Albanią z Filipin.
Dwa lata później na mistrzostwach Azji w Ułan Bator przegrała z Japonką Ayaką Minową w ćwierćfinale. Podczas majowych mistrzostw świata w Qinhuangdao została wyeliminowana w pierwszej rundzie przez Brazylijkę Éricę Matos.
Na igrzyskach azjatyckich w Inczonie w 2014 roku zdobyła srebrny medal w kategorii do 51 kg. Po kolejnych zwycięstwach nad Japonką Tomoką Kugimiyą, Ri Hyang-mi z Korei Północnej i Mjagmardulamyn Nandinceceg z Mongolii przegrała w finale z Mary Kom z Indii. W 2015 roku nie dała rady pokonać w ćwierćfinale Chinki Ren Cancan podczas mistrzostw Azji w Ulanqab.
W maju 2016 roku przegrała w półfinale z Angielką Nicolą Adams, zdobywając brązowy medal mistrzostwach świata w Astanie. W ćwierćfinale pokonała Niemkę Azizę Nimani. Tym występem zapewniła sobie możliwość udziału w igrzyskach olimpijskich w Rio de Janeiro. Tam w rywalizacji kobiet do 51 kg przegrała w pierwszej swojej walce w ćwierćfinale z Francuzką Sarah Ourahmoune 0:3.
W 2018 roku na mistrzostwach świata w Nowym Delhi zdobyła srebrny medal. W ćwierćfinale pokonała Sandrę Drabik, a w półfinale – Japonkę Tsukimi Namiki. W finale zaś przegrała z Pang Chol-mi z Korei Północnej 0:5.